# Cruglic
Cruglic es una comuna y pueblo de la República de Moldavia ubicada en el distrito de Criuleni.
En 2004 la comuna tiene una población de 2848 habitantes, la casi totalidad de los cuales son étnicamente moldavos-rumanos.
Se ubica unos 10 km al oeste de Criuleni, cerca de la carretera R23.